# محمد عید
محمد عید (عربی: محمد عید)؛ زاده ۳ مهٔ ۱۹۸۷ یک بازیکن فوتبال اهل عربستان سعودی است.
وی همچنین در تیم ملی فوتبال عربستان سعودی بازی کرده‌است.